# Gösta Jacobsson i Mjölby
Carl Gösta Jacobsson (i riksdagen kallad Jacobsson i Mjölby), född 4 juni 1895 i Örgryte församling, död 13 maj 1969 i Solna församling, var en svensk järnvägstjänsteman och politiker (högerman till 1934, därefter Sveriges nationella förbund).
Gösta Jacobsson, som var son till en stins, var stationsskrivare åt Statens Järnvägar (SJ) i bland annat Mjölby 1915–1937, var därefter stationsinspektor i bland annat Krylbo och Kiruna och utsågs 1917 till överinspektor vid Statens Järnvägar. Han var ledamot i Mjölby stadsfullmäktige 1931–1937, det sista året som fullmäktiges vice ordförande.
Han var riksdagsledamot i andra kammaren för Östergötlands läns valkrets 1933–1936. Som kandidat för Allmänna valmansförbundet tillhörde han högerns andrakammargrupp Lantmanna- och borgarepartiet, men vid brytningen 1934 mellan högern och det allt mer pronazistiska Sveriges nationella ungdomsförbund (ombildat till Sveriges nationella förbund) valde han det senare och övergick till därmed till den så kallade Nationella gruppen 1935. 
I riksdagen var Gösta Jacobsson bland annat vice ordförande i femte tillfälliga utskottet 1934, en post han miste vid brytningen med andrakammarhögern. Också som nationell politiker hade han dock utskottsuppdrag som ledamot i tredje tillfälliga utskottet 1935–1936 och suppleant i första tillfälliga utskottet 1933–1936.
Gösta Jacobsson ägnade sig främst åt förvaltningspolitik men lade också fram en rad förslag i riksdagen med starkt utlänningsfientlig eller rasistisk prägel. Exempelvis motionerade han om en ny invandringslag, obligatorisk undervisning i rasbiologi vid läroverken samt specialregler för beskattning av utlänningars aktieinnehav i svenska bolag. Han är begravd på Örgryte nya kyrkogård.